# David García de la Cruz
Pour les articles homonymes, voir David Garcia et García.
David García de la Cruz, né le 16 janvier 1981 à Manrèse (Espagne), est un footballeur espagnol évoluant au poste d'arrière gauche.

## Carrière
- 2000-2011 :  Espanyol de Barcelone
- 2011- :  Girona FC[1]

## Palmarès
- Espanyol de Barcelone
  - Vainqueur de la Coupe d'Espagne (2) : 2000, 2006
  - Finaliste de la Coupe de l'UEFA : 2007